# Jamie McLoughlin
James »Jamie« McLoughlin, ameriški veslač, * 21. avgust 1878, † december 1962.
McLoughlin je za ZDA nastopil na Poletnih olimpijskih igrah 1904 v St. Louisu, kjer je nastopal v disciplini dvojni dvojec in osvojil srebrno medaljo.